# Амелія Лейхтенберзька
Амелія Лейхтенберзька (фр. Amélie de Leuchtenberg), або Амелія де Богарне (фр. Amélie de Beauharnais), повне ім'я Амелія Августа Ежені Наполеона де Богарне де Лейхтенберг (фр. Amélie Auguste Eugénie Napoléone de Beauharnais de Leuchtenberg;  31 липня 1812 — 26 січня 1873) — принцеса Лейхтенберзька, донька Ежена де Богарне, герцога Лейхтенберзького, та баварської принцеси Августи, дружина імператора Бразилії Педру I.

## Життєпис

### Дитинство
Амелія народилась 31 липня 1812 року в Мілані. Вона була четвертою дитиною і третьою донькою в родині віце-короля Італії Ежена де Богарне та його дружини Августи Баварської. Батько на момент її народження брав участь у кампанії Наполеона в Росії. За місяць відбулася Бородинська битва. Після поразки у війні та від'їзда Мюрата у січні 1813 Богарне прийняв командування над залишками армії. Реорганізувавши війська, він привів їх до Наполеона, що чекав на нього в Саксонії. Після битві при Лютцені повернувся до Італії і нарешті побачився з родиною.
Після зречення Наполеона та початку Міланського повстання проти французів у квітні 1814 року віце-король Італії зрікся повноважень і залишив країну разом із сім'єю. Спочатку вони перебралися до Тироля, а потім до Баварії, де правив батько Августи Максиміліан I.
У 1817 Ежен де Богарне отримав від Максиміліана ландграфство Лейхтенберг та князівство Ейхштадт, в обмін, за одними даними, на відмову від присудженої йому на конгресі невеликої області, або, за іншими, за 5 мільйонів франків присуджених йому на тому ж конгресі. Тепер він та Августа мали право йменуватися «Ваша королівська високість», а діти отримували предикат «Ваша світлість» і ставали принцами та принцесами Лейхтенберзькими. Окрім Амелії в родині росли доньки Жозефіна, Ежені та Теоделінда і син Август. У жовтні 1817 народився ще один — Максиміліан. На початку 1824 Ежен помер від апоплексичного удару.
У Мюнхені Амелія провела дитячі та юнацькі роки. Отримала домашнє виховання. У 1828-му в шістнадцятирічому віці була офіційно представлена королівському двору в Баварії.

### Молоді роки
У той саме час бразильський емісар, маркіз де Барбасена, займався в Європі пошуками нової дружини для свого імператора Педру I. Перша дружина Педру, австрійська принцеса Марія Леопольдіна померла у 1826 році.

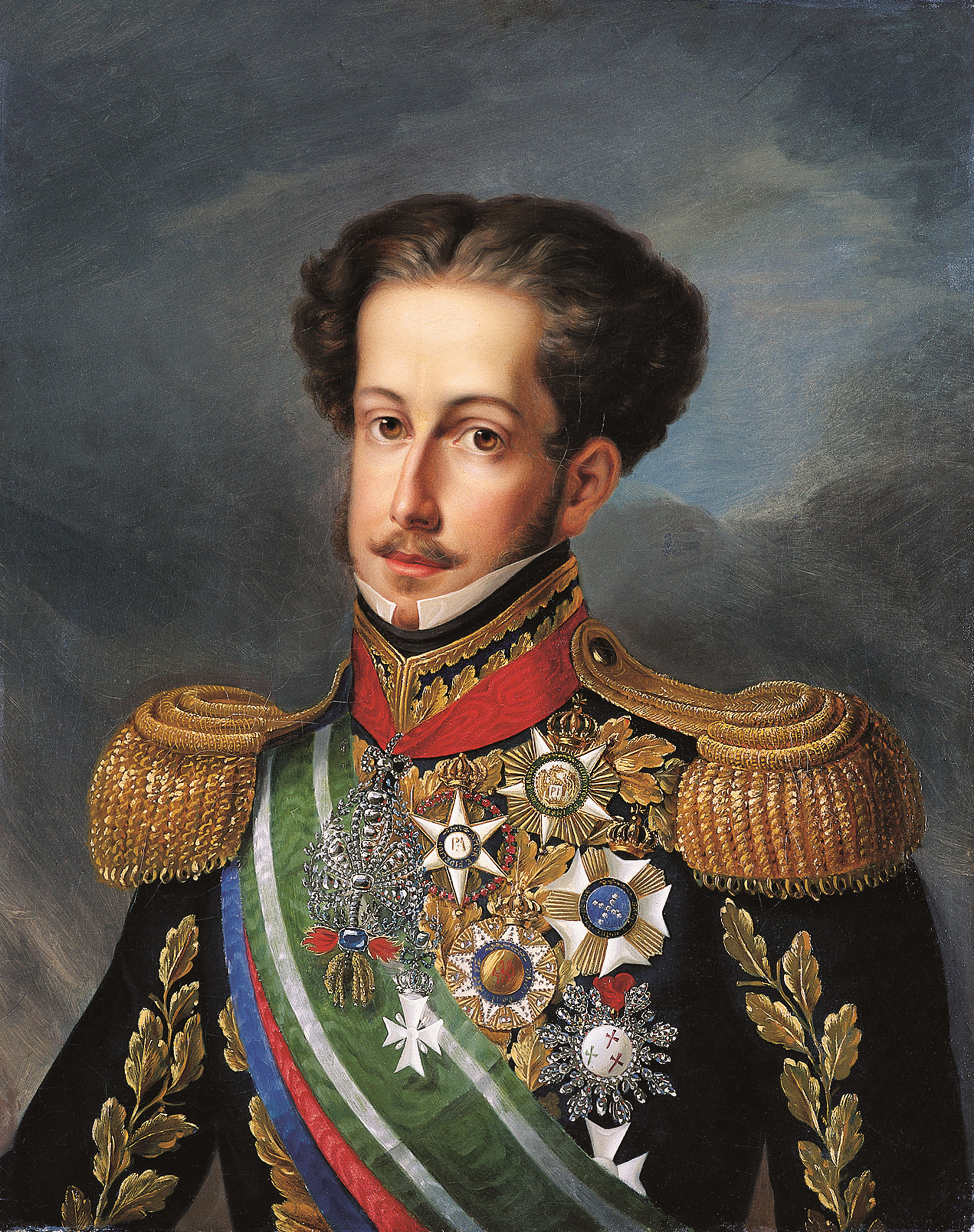
Педру I

Імператор вимагав, щоб наречена була знатною, красивою, молодою, освіченою і доброчесною. Небагато тогочасних принцес відповідали цим вимогам. Сам імператор мав погану репутацію через тривалий зв'язок з Домітілією де Кастро, якій він надав титул маркізи де Сантос, п'ятеро дітей від першого шлюбу, та носив прізвисько «Помпадур у тропіках» («Pompadour dos trópicos»). А ще розходився у політичних і особистих поглядах із колишнім тестем, імператором Австрії Францем I. В свою чергу, австрійський канцлер Меттерніх, прибічник консервативної політики, був розлючений наданням Педру дуже ліберальної конституції Португалії після успадкування португальського престолу у 1826. У зв'язку з протидією австрійського двору та іншими факторами, Барбасена отримав відмову від восьми європейських принцес. Після перемовин з імператором, вони дійшли згоди щодо зниження претензій до кандидатки. Тепер вони шукали просто красиву і доброчесну дівчину. Кандидатура Амелії Лейхтенберзької була гарним варіантом. До того ж вона походила з родини, відомої своїми анти-австрійськими поглядами. Єдиним її недоліком було те, що батько був пасинком Наполеона. Якраз через це її матір турбувалася про подальшу долю дітей. Тож на пропозицію Педру I вона погодилась відразу. Першим Амелія особисто була показана віконту Педра-Бранка, міністру у Парижі. Її описували як дуже красиву, високу, струнку дівчину, з тонким обличчям і світлим волоссям. Маркіз де Ресенд, посланий перевірити відгуки про неї, писав імператору, покриваючи її похвалами, що принцеса має «тіло легке, немов повітря, як на своїх картинах живописець Корреджо малював царицю Савську». Крім того, вона була дуже добре обізнана і чутлива. Стаття в лондонській Times називала її найосвіченішою принцесою Німеччини.

Шлюб був швидко організований. Придане, посаг, ювелірні вироби, весільну сукню готували в терміновому порядку. Шлюбний контракт склали у Англії 30 травня 1829 року. 30 червня він був ратифікований у Мюнхені, де його підписала матір Амелії, герцогиня Лейхтенберзька, Августа. 30 липня шлюб підтвердили у Бразилії. 2 серпня у каплиці Лейхтенберзького палацу пройшла весільна церемонія за дорученням, де нареченого представляв маркіз Барбасена. Свято було простим, присутніми були лише кілька гостей. З цього моменту Амелія офіційно ставала другою імператрицею Бразилії.

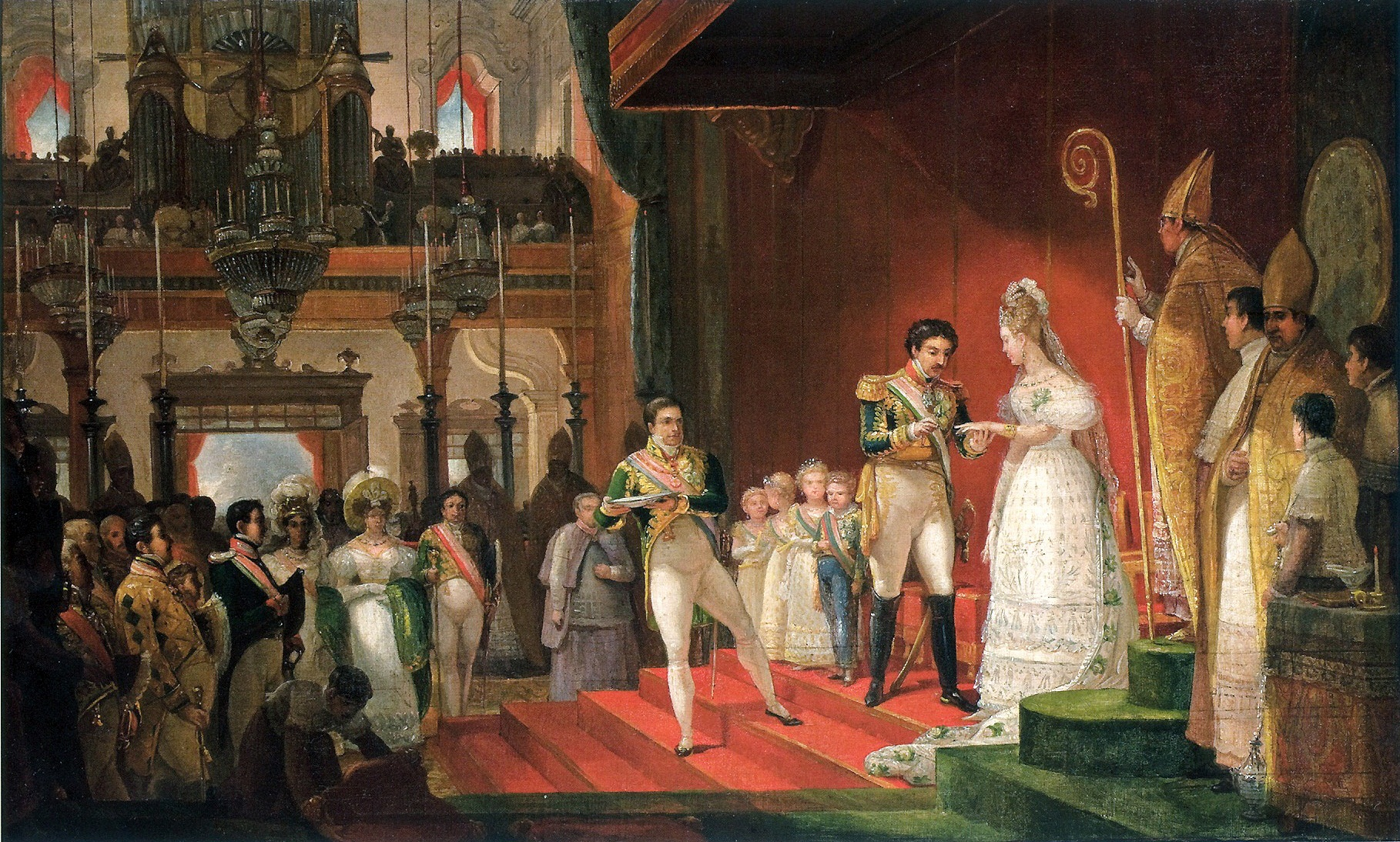
Весілля Амелії та Педру

Невдовзі 17-річна Амелія почала готуватися до від'їзду з Мюнхена. Матір, розуміючи наскільки важко буде їй в чужій країні, організувала бесіди із відомим бразилезнавцем Карлом Фрідріхом фон Марциусом, професором Мюнхенського університету, а графиня Іпатагіта мала протягом подорожі навчати дівчину португальської мови, розповідати їй про звички чоловіка та традиції бразильського двору. Сама ж Августа склала «Поради улюбленій доньці», де рекомендувала їй виказувати свої почуття, бо крайня сором'язливість може призвести до байдужості з боку чоловіка, не демонструвати ревнощі, завжди бути люблячою матір'ю для дітей та захищати інтереси бразильців.

### Імператриця Бразилії
Разом із братом Августом Амелія виїхала до узбережжя Бельгії, де на них чекав фрегат «Імператриця» під командуванням бразильського віце-адмирала герцога Де Сузель. Із Остенде корабель вийшов із значним випередженням графіка. Зайшовши у Портсмут в Англії, прийняв на борт дочку Педро від першого шлюбу, 10-літню Марію Глорію, і взяв курс на Бразилію. Після тривалої мандрівки «Імператриця» прибула до Ріо-де-Жанейро 16 жовтня. За переказами, Педру, дізнавшись, що судно наближається, вирушив на буксирі зустрічати дружину в морі. Побачивши її на палубі, від хвилювання він втратив свідомість. Наступного дня Амелія опівдні під проливним дощем зійшла з корабля. Її красу підкреслювала довга біла сукня із вишитою сріблом мантією відповідно французької моди. Урочиста процесія супроводжувала подружжя до імператорської каплиці, де шлюб був освячений. Після церемонії відбулося громадське свято з феєрверками, при дворі був організований пишний бенкет. 7 На честь весілля та під враженням краси дружини Педру створив Орден Троянди.

Надалі особисте життя подружжя складалося щасливо. Коханка Педру, маркіза дон Сантос, була вислана до Сан-Паулу, як того і вимагав один із пунктів шлюбного контракту. Їхня донька Марія Ісабель у листопаді переїхала навчатися до Європи. Перші місяці шлюбу тривали святкування і вечірки. У січні 1830 імператрицю офіційно представили двору. Після цього почався медовий місяць. Пара провела шість тижнів на фазенді падре Корреа, де в майбутньому виросло місто Петрополіс.

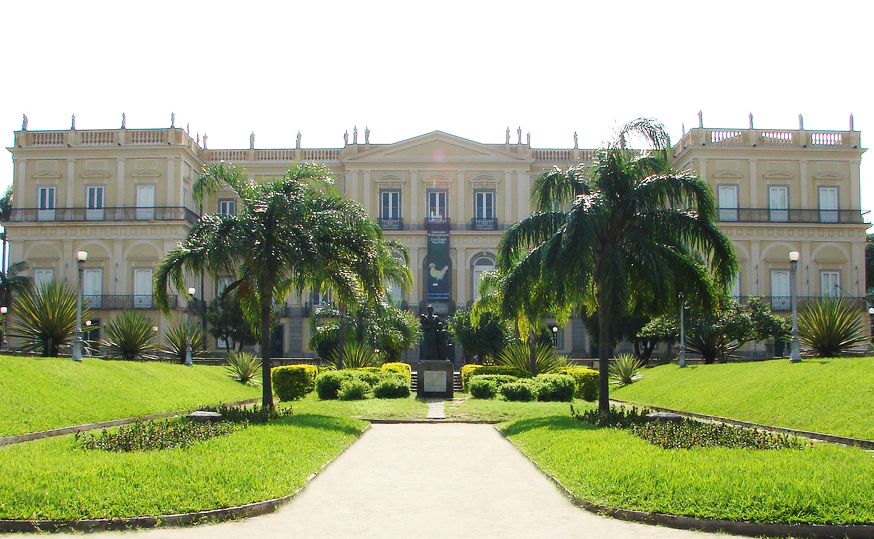
Палац Сан-Крістобаль

Імператорська родина оселилася в палаці Сан-Крістобаль. Амелія організувала протокол палацу за європейським зразком і зробила французьку офіційною мовою двору. За її ініціативою було зроблено косметичний ремонт будівлі. Вона прагнула привести кухню та моду у відповідність часу. Стіл знову почали сервірувати посудом із срібла, намагаючись удосконалити манери придворних. Хоча б частково всі заходи вдалися. До того ж елегантність імператриці, завжди бездоганно вдягненої, стала відомою навіть за кордоном.
Відносини з пасинками в Амелії складалися дружньо. Цим вона відразу здобула ще більшу прихильність чоловіка. Жінка створювала гарну сімейну атмосферу і слідкувала, щоб вони отримували добру освіту. Французький мандрівник, що невдовзі після освячення шлюбу завітав до Бразилії, відмічав: «Здається, що імператриця продовжує здійснювати свій вплив на дітей дона Педро. Прекрасні результати вже очевидні: вона домоглася значних реформ в палаці, в домі починає царювати порядок, освіта принцес контролюється і спрямовується особисто нею». Про її старання свідчить і те, що малий спадкоємець престолу Педру ді Алькантара почав називати її «мама».
Амелія назавжди залишилась прихильною до Педру, і до самої смерті листувалася з ним, наставляючи та підтримуючи. Залишилося близько 600 листів, якими вони обмінялися.
Присутність доньї Амелії була також важливим фактором збереження популярності чоловіка. Але ентузіазм, породжений новим шлюбом і супроводжуючими його святами протримався серед народу недовго. Вкрай важка економічна ситуація, політична нестабільність, відсутність підтримки всередині країни і з-за кордону змусили Педру зректися трону на користь малолітнього сина. Педру ді Алькантара було оголошено новим імператором 7 квітня 1831 у віці п'яти років. Регентом при ньому став Жозе Боніфаціо ді Андраді і Сілва. Колишній правитель із дружиною відпливли до Європи.

### Вигнання
На кораблі Амелії часто ставало зле. Там вона і зрозуміла, що нарешті вагітна. Першим портом на шляху їхнього слідування став Фаял на Азорських островах, де судно стало на дозаправку, а 10 червня 1831 вони прибули у Шербур. Герцогу та герцогині Браганса надали монарших почестей: їх зустрічав 5-тисячний загін гвардійців, а з гармат дали 21 привітальний залп. Місто надало їм палац для проживання, та вже 20 червня Педру відбув до Лондона, де приступив до організації військового походу проти свого брата Мігеля, що узурпував португальський трон. Ті ж перемовини Педру вів і у Франції. Амелія попрямувала до Парижу, де оселилася з Марією Глорією та Марією Ісабель, донькою Педру від маркізи дос Сантос.

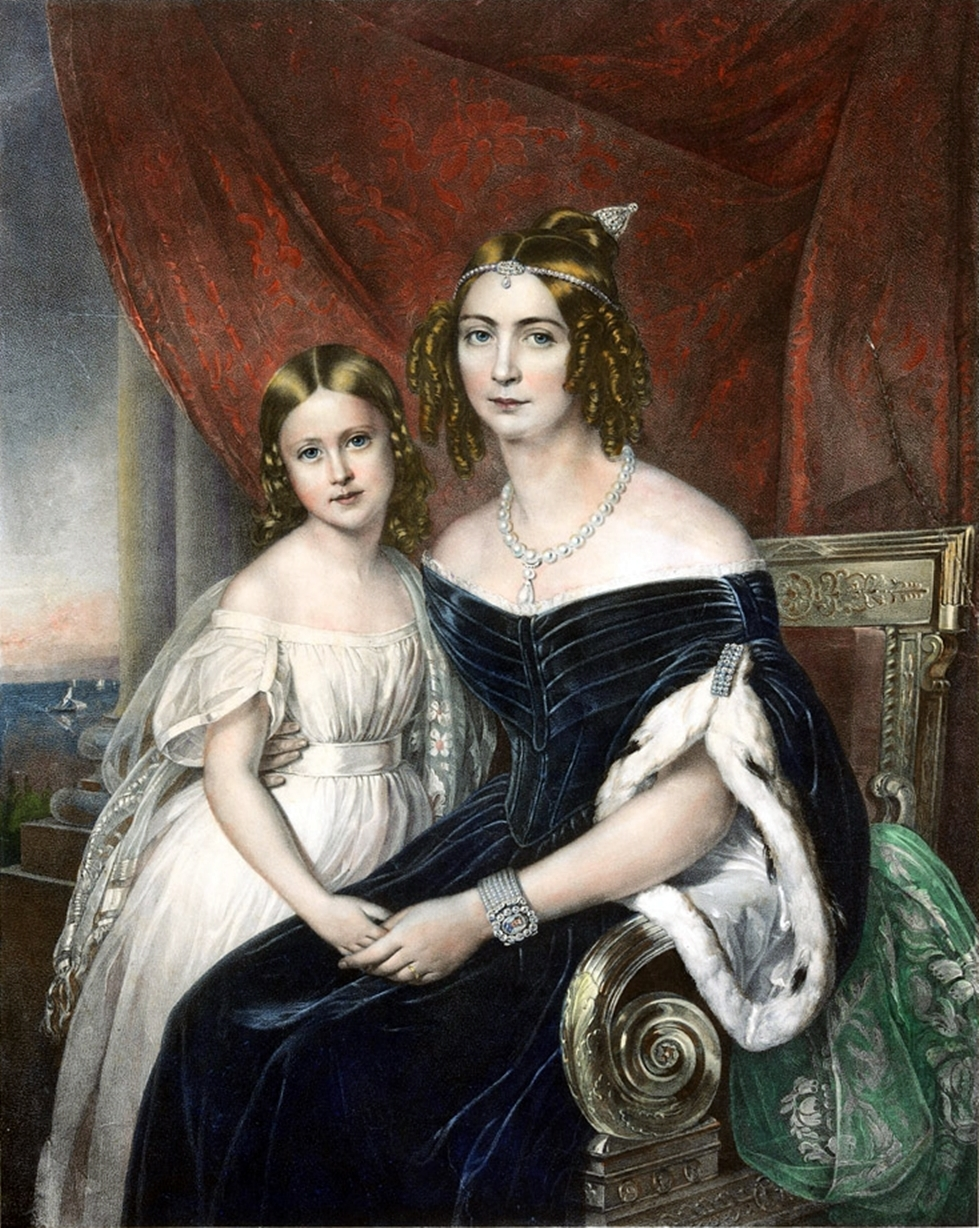
Амелія з донькою у 1840

1 грудня 1831 року у Парижі у Амелія народила дочку, Марію Амелію (1831—1853). Усвідомлюючи, що народження дитини за кордоном може вплинути на її права престолонаслідування в Бразилії, Педру запросив кілька гостей спостерігати її народження. Серед них були Жозе Жоакім да Роша, один з лідерів руху за незалежність Бразилії, та Августа Баварська, мати Амелії. Новонародженій дали ім'я Марія Амелія Августа Євгенія Жозефіна Луїза Теодолінда Хелоїза Франсішка Ксавьєр де Паула Мікаела Ґабріела Рафаела Ґонзаґа. Її хрещеними батьками стали король французів Луї-Філіпп I та його дружина Марія Амелія Неаполітанська. На честь неї дівчинка і отримала основне ім'я. Педру був у захваті від дитини і 4 грудня написав старшим дітям листа до Бразилії, де казав: «Божественне провидіння вирішило зменшити мій батьківський смуток через розлуку з вами, розрадивши моє серце народженням ще однієї доньки».
За двадцять днів після народження Марії Амелії Педру залишив дім і став на чолі ліберальної армії для походу на Португалію, щоб витурити звідти Мігеля. Більш ніж півтора року Амелія жила сама у Парижі із донькою та падчірками. Із отриманою звісткою про перемогу герцога Браганса у Лісабоні, вони попрямували до Португалії і прибули до столиці 22 вересня 1833. Переможений Мігель був позбавлений всіх титулів і висланий з країни. Трон повернули Марії Глорії. Педру із родиною оселився в палаці Рамальхао, а згодом — в палаці Келуш, поблизу Лісабона. Він багато часу проводив із сім'єю, та його здоров'я вже було підірване. За рік він помер від туберкульозу, на який захворів під час війни. Його дружина виконала всі прохання померлого щодо турбот про його незаконних нащадків.

### Подальше життя
Більше заміж Амелія не виходила. Вона переїхали до палацу Зелених Вікон і присвятила себе справам благодійності та вихованню дочки. Марія Амелія росла розумною дівчинкою, виявляючи велику схильність до музики. Інколи вони відвідували Баварію. Мати з донькою жили у Лісабоні, але як члени королівської родини Португалії не розглядалися, хоча й бували при дворі. 26 січня 1835 брат Амелії, Август, повінчався у Лісабоні з королевою Марією. Та, на жаль, вже за два місяці він помер від дифтерії.

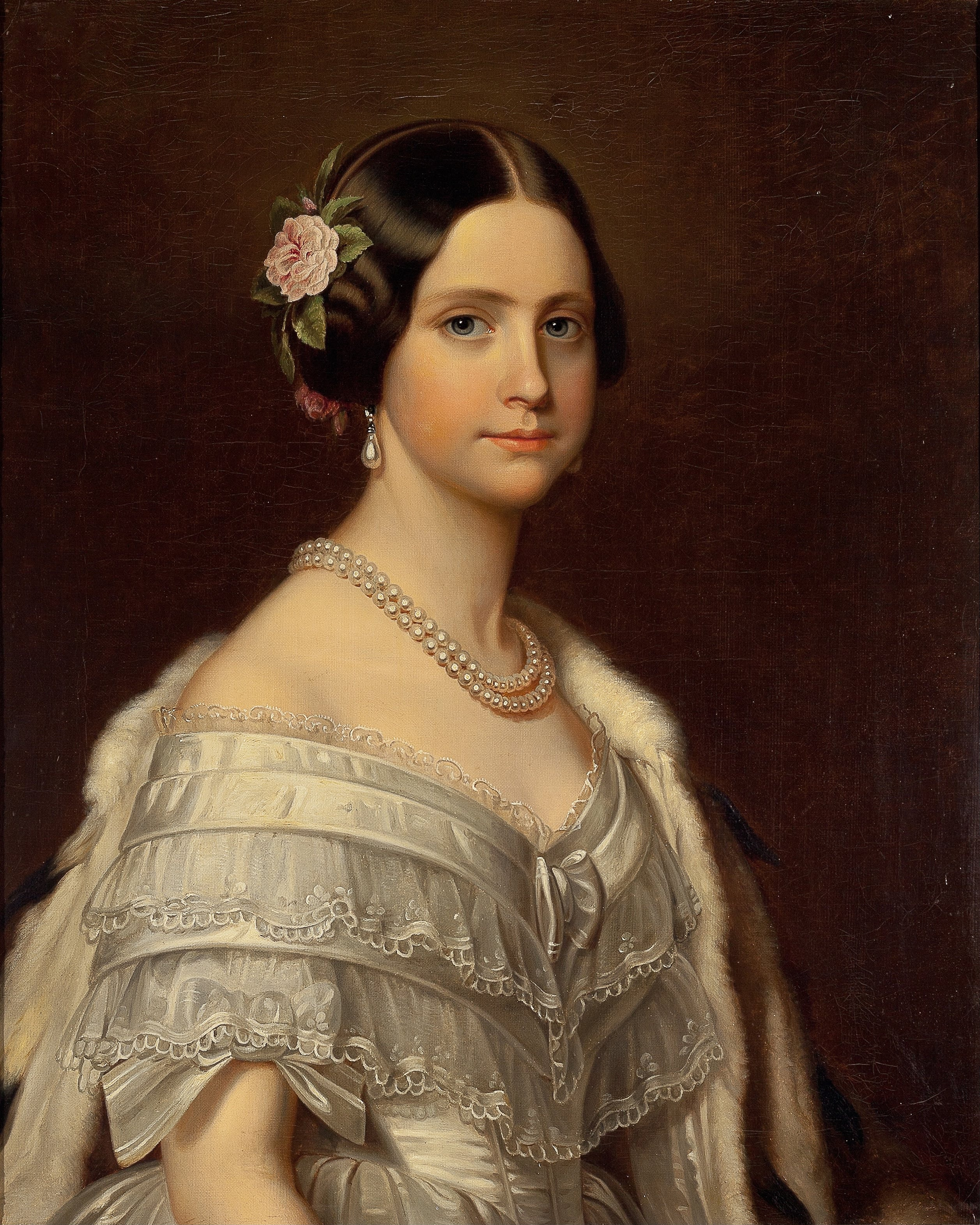
Марія Амелія у 17 років

Амелія просила бразильський уряд визнати їх членами імператорської родини Бразилії з правом отримувати пенсію, та імператор був ще неповнолітній, а регенти турбувалися про можливий вплив імператриці-вдови на державні справи, навіть про її вступ до якоїсь певної політичної фракції, тож клопотання було відхилено. Більше того, принцесі Марії Амелії разом з матір'ю було заборонено з'являтися на території Бразилії. Та ситуація змінилася, коли Педру II досяг повноліття. Ще до офіційної коронації, він 5 липня 1841 року визнав обох членами бразильського імператорського дому.
У 1850-му через погіршення відносин із спадкоємцем престола Педру, Амелія з донькою переїхали до Баварії, де оселилися в монастирі Зеон на березі озера Кімзе. Раніше ця територія входила до посагу імператриці. Та через стан здоров'я юної принцеси вони невдовзі повернулися до Португалії.
Марія Амелія виросла красивою, дотепною, благочестивою дівчиною. Вона отримала прекрасну освіту. Дуже добре малювала, грала на фортепіано та цікавилася поезією. Вільно володіла португальською, німецькою та французькою мовами. Під час одного із візитів до Баварії, ще зовсім малою, вона познайомилася із своїм далеким родичем, майже однолітком, Максиміліаном Австрійським. З часом вони закохалися одне в одного. На початку 1852 року принц, що тоді служив у військовому флоті, завітав до Лісабона. Тоді ж молоді люди повідомили про свій намір побратися. Амелії дуже сподобалася ця пропозиція, а от родина Максиміліана була не в захваті через походження нареченої з дому Богарне. Та офіційним заручинам перешкодила хвороба Марії Амелії. У лютому 1852 вона захворіла на скарлатину, а за кілька місяців у неї з'явився постійний кашель, що був симптомом туберкульозу. 26 серпня Амелія разом з донькою вирушили на Мадейру, клімат якої мав репутацію дуже корисного в таких випадках. 31 серпня вони прибули до Фуншалу. Населення міста радісно вітало їх і супроводило до нового будинку. Марії Амелії дуже сподобався острів, та стан її здоров'я все гіршав. На початку 1853-го вона вже була прикута до ліжка, а 4 лютого померла.

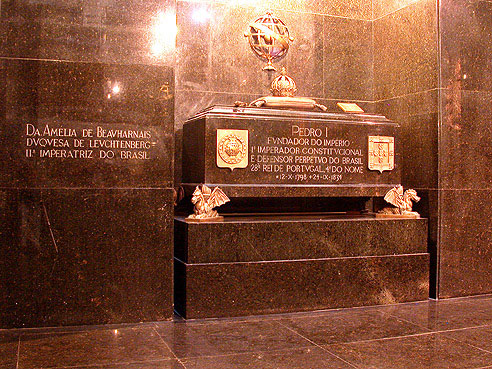
Гробниця Амелії та Педру

Амелія на згадку про доньку фінансувала у Фуншалі будівництво лікарні для хворих на туберкульоз, яку було названо «Princesa Dona Maria Amélia». Кожного року 4 лютого вона приїжджала на могилу доньки, поки сама не пішла з життя. Принц Максиміліан відвідав і Мадейру, і Бразилію. Ставши імператором Мексики, був розстріляний повсталими військами республіканців у 1867. Перед смертю він попросив передати медальйон із зображенням Марії Амелії, який носив все життя, її матері.
Після смерті доньки Амелія повернулася до Лісабону. У 1853 також померла під час пологів королева Марія. Королем на наступні одинадцять років став її старший син Педру.
Марія Амелія померла 26 січня 1873 у віці шістдесяти років від хвороби легень. Була урочисто похована в пантеоні дому Браганса в монастирі Сан-Вісенте-де-Фора в Лісабоні. Головною спадкоємицею призначила старшу сестру Жозефіну. Амелія заповіла їй тиару Браганса, бразильський золотий посуд та інші коштовності, які досьогодні належать королівській родині Швеції. Багато документів, що раніше належали її чоловіку Педру, були передані в Бразилію і зараз зберігаються в історичному архиві Імператорського музею в Петрополісі.
1982-го року за ініціативою губернатора Сан-Паулу Пауло Малуфа відбулося перенесення праху імператорської родини до імператорської каплиці монументу незалежності Бразилії в Сан-Паулу.

## Титули
- 1812—1817 — Її Імператорська Високість принцеса Франції;
- 1817—1829 — Її Світлість принцеса Лейхтенберзька;
- 1823—1831 — Їі Імператорська Величність імператриця Бразилії;
- 1831—1873 — Їі Імператорська Величність герцогиня Браганса.

## Галерея

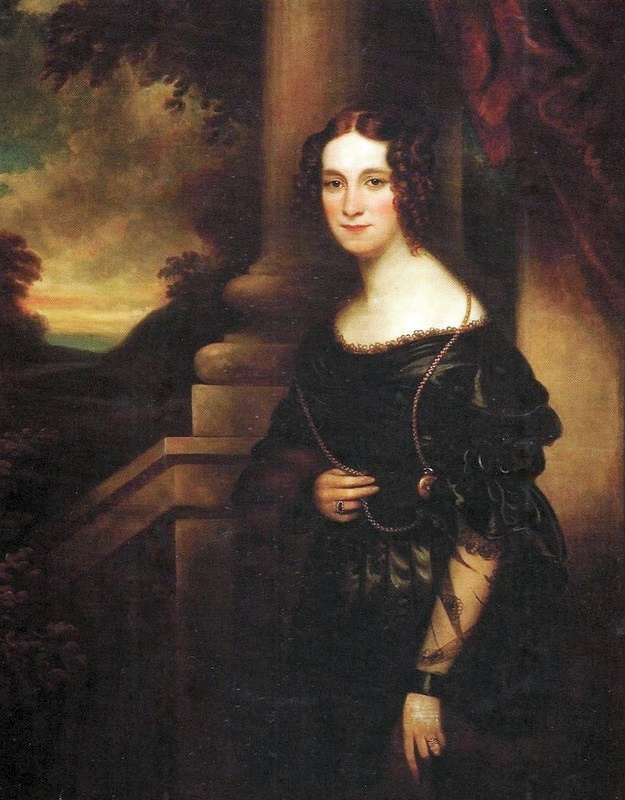
Портрет пензля Вінтерхальтера
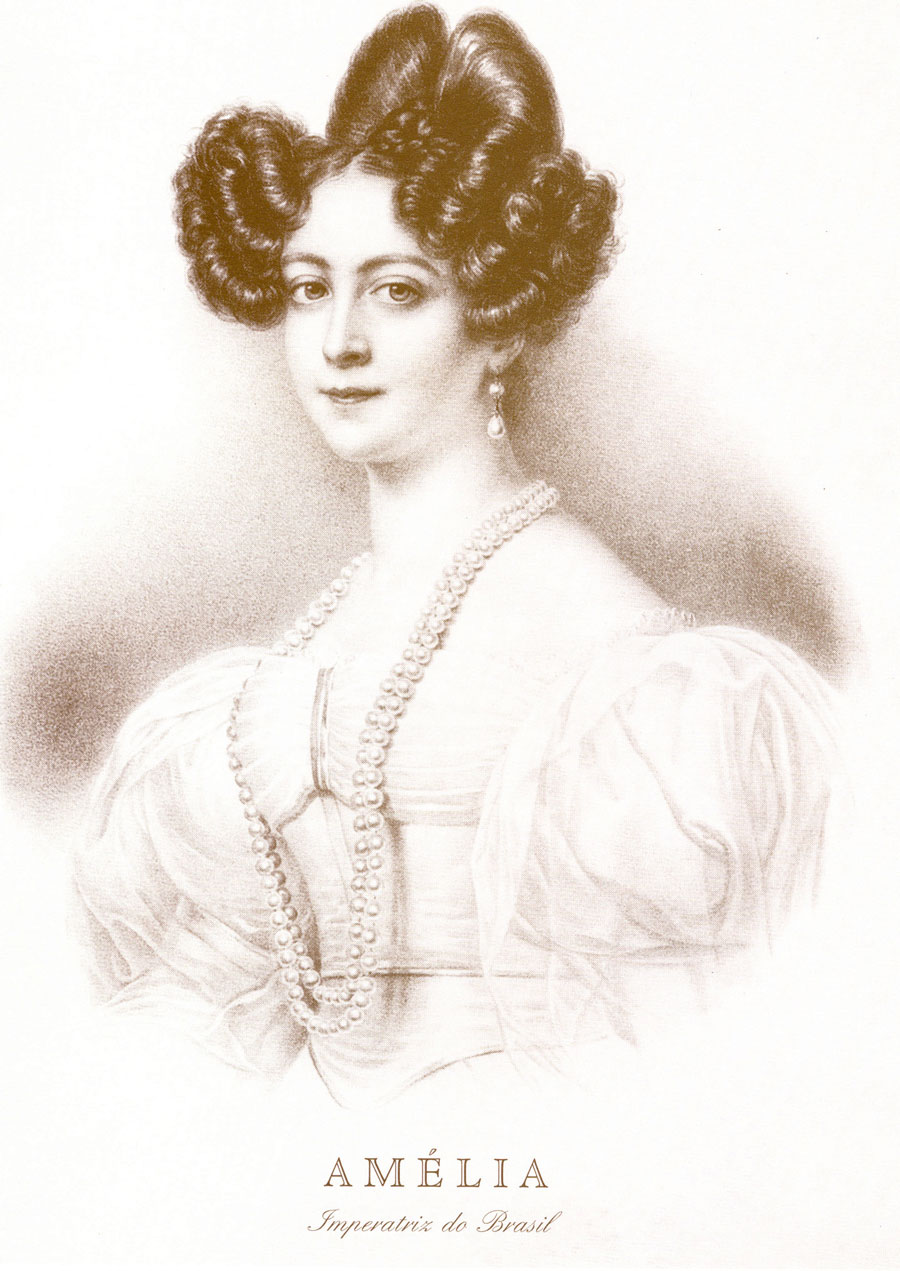
Амелія бл.1829
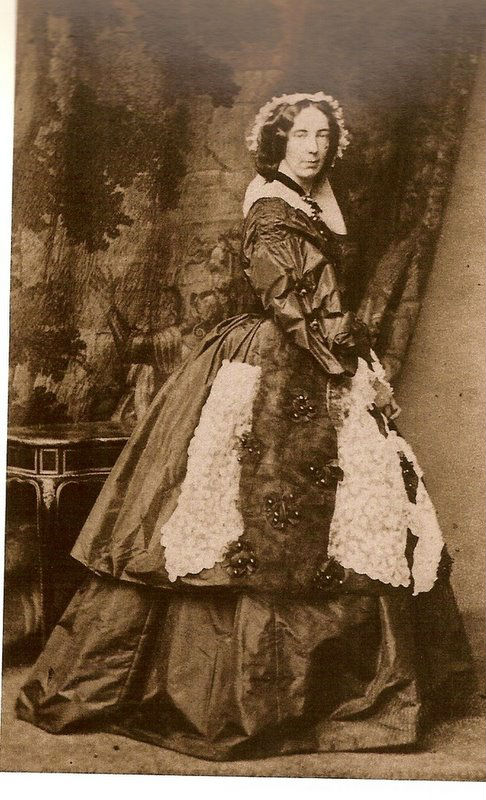
Амелія у зрілому віці
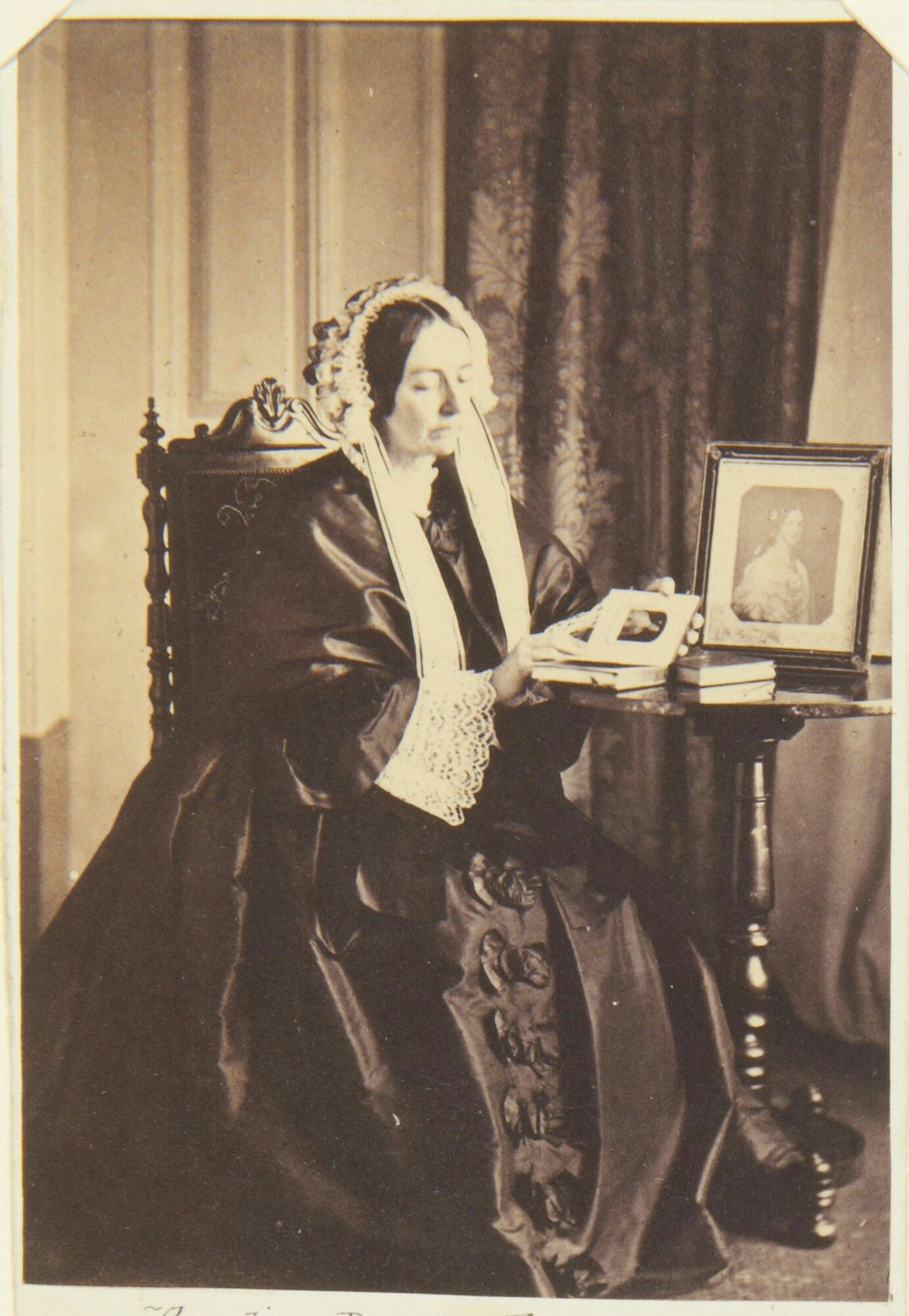
Донья Амелія

## Нагороди
- Великий хрест ордену Непорочного зачаття Діви Марії Вілла-Вікозької (25) від 2 серпня 1829 (Португалія);[20]
- Орден королеви Марії Луїзи (295) від 27 травня 1834 (Іспанія).[21]

## В мистецтві
- Є персонажем романа бразильського письменника Іваніра Каладо «Imperatriz no Fim do Mundo: Memórias Dúbias de Amélia de Leuchtenberg»
- Тричі була втілена в кіно:

1. Марія Клаудія в історичній драмі «Свобода або смерть!» (1972), реж. Карлос Коїмбра;
2. Сіда Маркеш у мінісеріалі «Між любов'ю і шпагою» (2001), реж. Дімас де Олівейра-мол.;
3. Клаудиа Абреу в історичному комедійному мінісеріалі «П'ятий з пекла» (2002), реж. Вольф Майя та Александр Аванчіні.